# Словообразование предикативов
Словообразова́ние предикати́вов (слов категории состояния) — процесс образования предикативов от других частей речи. Осуществляется несколькими способами:
- конверсия (является наиболее продуктивным способом) — образование качественных предикативов:

- от омонимичных им наречий типа тихо, весело;
- от существительных грех, лень, пора;
- от глагола жалеть → жаль;

- суффиксальный способ образования: можно ← мочь;
- префиксальный способ характеризует деривативы типа недосуг, не время, не жаль.